# Quadrangle de Bellona Fossae
Le quadrangle de Bellona Fossae (littéralement :  quadrangle des fossés de Bellone), aussi identifié par le code USGS V-15, est une région cartographique en quadrangle sur Vénus. Elle est définie par des latitudes comprises entre 25° et 50° N et des longitudes comprises entre 210° et 240° E,. Il tire son nom des fossés de Bellone.